# Pavji knez
Pavji knez (znanstveno ime Thalassoma pavo) je talna morska riba, ki živi tudi v Jadranskem morju.

## Opis
Pavji knez doseže v dolžino do 25 cm, običajno pa le do 20 cm. Ima podolgovato, bočno rahlo sploščeno telo. Gre za izjemno živopisano ribo. Vzorci in intenzivnost barv je odvisna od spola ribe, starosti in letnega časa. V času drsti se samci namreč še bolj pisano obarvajo. Ne predstavlja gospodarsko pomembne ribje vrste, je pa precej priljubljen med športnimi ribiči in akvaristi.

## Razširjenost
Vrsta je razširjena v vzhodnem Atlantiku od obal Portugalske do Gabona ter po vseh morjih Sredozemlja. Poseljuje kamnito in travnato morsko dno od 1 do 150 metrov globoko, običajno pa le do globin do 50 metrov. 

## Sinonimi
Znanstveniki so prišli do spoznanja, da je več opisanih ribjih vrst v resnici sinonimov pavjega kneza. Sinonimi so:
| - Labrus pavo Linnaeus, 1758 - Chlorichthys pavo (Linnaeus, 1758) - Julis pavo (Linnaeus, 1758) - Labrus syriacus Bloch & J. G. Schneider, 1801 - Labrus leo Rafinesque, 1810 - Julis squamimarginatus S. Bowdich, 1825 - Julis turcica A. Risso, 1827 - Julis blochii Valenciennes, 1839 - Julis unimaculata R. T. Lowe, 1841 | - Thalassoma unimaculatum (R. T. Lowe, 1841) - Julis unimaculata lineolata R. T. Lowe, 1841 - Julis unimaculata taeniata R. T. Lowe, 1841 - Thalassoma pavo taeniata (R. T. Lowe, 1841) - Julis turcica torquata R. T. Lowe, 1843 - Thalassoma pavo torquata (R. T. Lowe, 1843) - Julis turcica lemniscata R. T. Lowe, 1843 - Thalassoma pavo lemniscata (R. T. Lowe, 1843) - Julis vulgaris Valenciennes, 1843 |